# Indie folk
L'indie folk és un gènere musical que sorgí a la dècada del 1990 per compositors d'indie rock i amb fortes influències del folk rock dels anys 1950, 1960 i 1970.
El gènere mescla les melodies de la guitarra acústica de la música popular tradicional amb instrumentació contemporània.
Inicialment, les bandes i músics més representatius del gènere, van ser: Ani DiFranco i Dan Bern.
Després de la dècada del 2000 es presenten altres bandes que s'uneixen al gènere com: Bright Eyes, The Decemberists, Iron & Wine, Beirut, Manel, Edward Sharpe and the Magnetic Zeros, Mumford & Sons, Jake Bugg, entre d'altres.